# Tofsand
Tofsand (Lophonetta specularioides) är en sydamerikansk fågel i familjen änder inom ordningen andfåglar.

## Utseende
Tofsanden är en 51–61 cm lång, övervägande gråbrun and med brunvattrat bröst och ljusfläckad kroppssida. Iris är röd och näbben svart. Utöver detta har den en rosaröd vingspegel med svart och vit inramning. Karakteristiskt är som namnet avslöjar en lång huvudtofs.

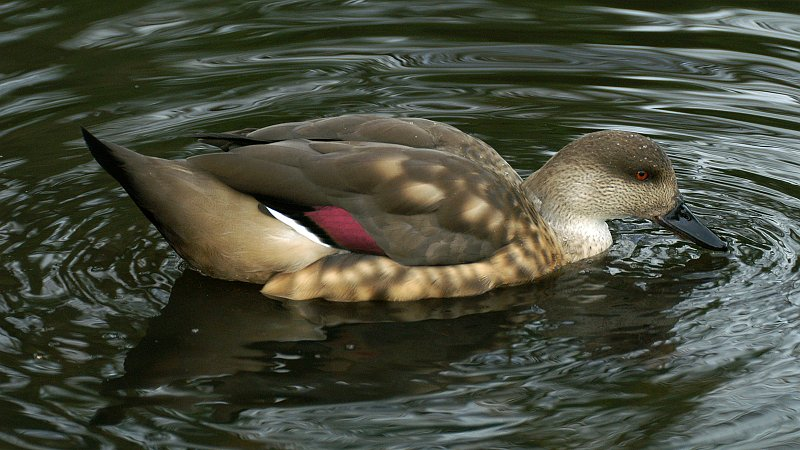
Simmande tofsand där man ser den rosaröda vingespegeln.
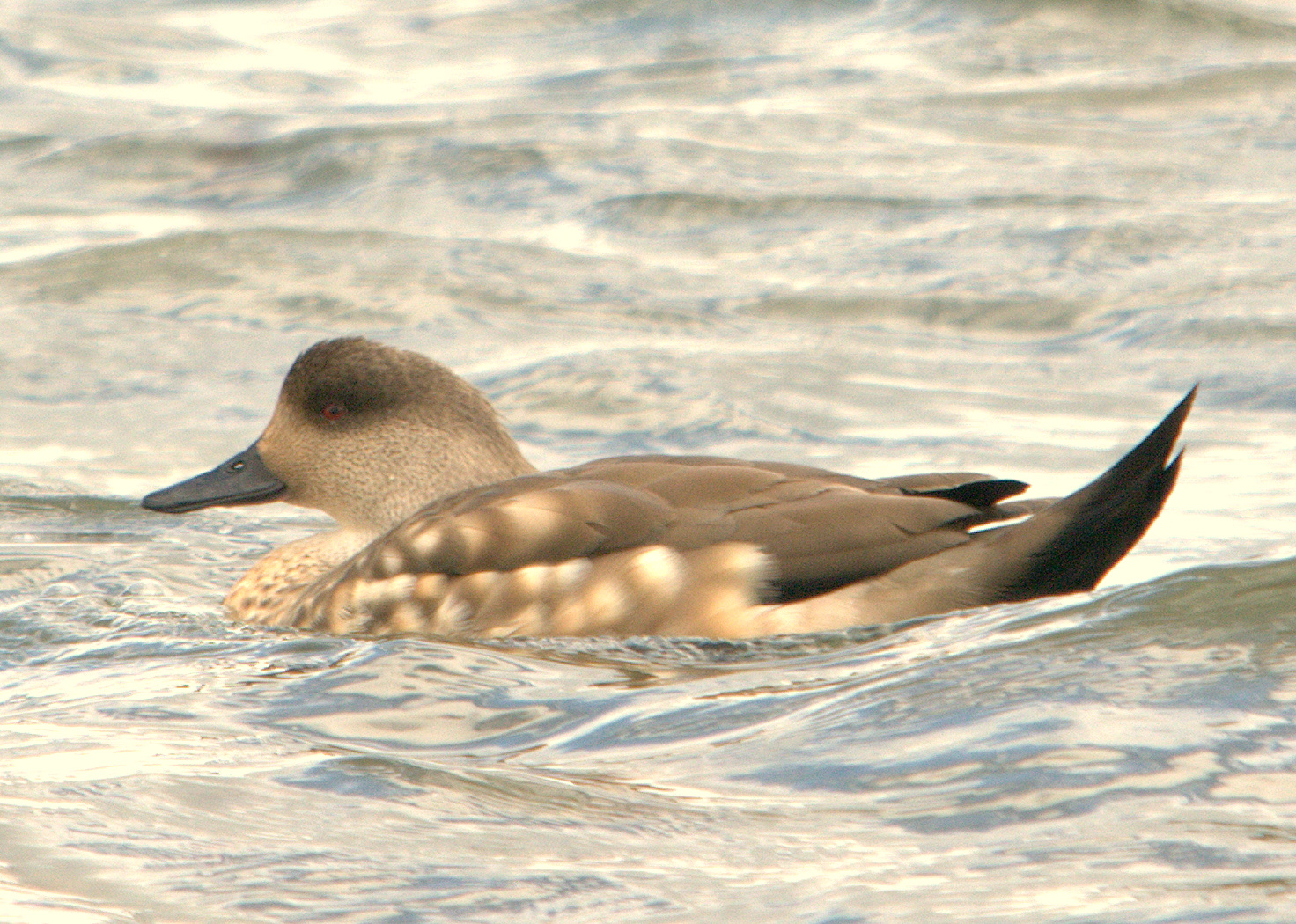
Tofsänder av nominatformen specularioides.

## Utbredning och systematik
Tofsanden förekommer i Sydamerika och delas upp i två underarter med följande utbredning:
- Lophonetta specularioides alticola – peruanska och bolivianska Anderna till nordvästra Argentina och Chile.
- Lophonetta specularioides specularioides – centrala Chile och Argentina till Eldslandet och Falklandsöarna.

### Släktskap
Fågeln har tidigare placerats i släktet Anas, men förs numera till det egna släktet Lophonetta. Dess närmaste släktingar är arterna brasilienand (Amazonetta brasiliensis) och bronsvingad and (Speculanas specularis), även de i var sina egna släkten. Dessa är i sin tur systergrupp med ångbåtsänderna i Tachyeres. Alla dessa har sin hemvist i Sydamerika.

## Levnadssätt
Tofsanden lever av ryggradslösa djur och alger och häckar i Anderna på upp till 4300 meters höjd. Häckningssäsongen varierar geografiskt.

## Status och hot
Arten har ett stort utbredningsområde och en stor population med stabil utveckling. Utifrån dessa kriterier kategoriserar IUCN arten som livskraftig (LC).